# NGC 5418
NGC 5418 (również PGC 49997 lub UGC 8946) – galaktyka spiralna z poprzeczką (SBbc), znajdująca się w gwiazdozbiorze Wolarza. Odkrył ją John Herschel 24 kwietnia 1830 roku. Jest zaliczana do radiogalaktyk.